# Rio Bratu (Năjila)
O Rio Bratu é um rio da Romênia afluente do Rio Năjila, localizado no distrito de Braşov.